# Пенкин, Николай Петрович
Николай Петрович Пенкин (27 ноября 1913, Торжок - 14 апреля 1989, Ленинград) — физик, лауреат премии имени Д. С. Рождественского (1971).

## Биография
Родился 27 ноября 1913 году в городе Торжке Тверской губернии в семье священника.
В 1931 году окончил Псковский педагогический техникум, после чего работал преподавателем физики и математики в одной из сельских школ Ленинградской области.
В 1932 году был отозван в Псковский педагогический институт на должность заведующего физическим кабинетом, где проработал до 1937 года.
После этого некоторое время был сотрудником Ледового отдела Всесоюзного Арктического института.
С марта 1938 года переходит работать в Ленинградский университет, где трудится до конца жизни, пройдя все ступени иерархической научной карьеры от лаборанта до профессора.
Вначале он ассистирует лекции, затем работает в спектроскопической лаборатории Д. С. Рождественского, являясь его личным помощником, одновременно заканчивая заочное отделение физического отделения ЛГУ.
После начала Великой Отечественной войны в составе специальной лаборатории ЛГУ был эвакуирован в Елабугу, где занимался исследовательской работой оборонного характера.
В 1943 году по настоянию тогдашнего ректора ЛГУ А. А. Вознесенcкого вместе с группой университетских физиков переезжает в Саратов, а в 1944 году возвращается в освобожденный от фашистской блокады Ленинград.
В 1947 году защищает кандидатскую диссертацию, и переводится в штат НИФИ старшим научным сотрудником, затем становится доцентом физического факультета, заместителем декана, в период с 1951 по 1956 годы — декан физического факультета.
С 1957 по 1962 годы — директор НИФИ, сменив С. Э. Фриша, тогда же защищает докторскую диссертацию, а в мае 1963 года ему присваивается звание профессора.
В должности профессора он работает на своей родной кафедре оптики с 1962 по январь 1967 года. В феврале этого же года его назначают проректором ЛГУ по научной работе, где он проработал до декабря 1972 года.
В дальнейшем, выполняя административные обязанности, добился возвращения к научной работе и заведовал кафедрой оптики до 1988 года.
Умер 14 апреля 1989 года, похоронен в Санкт-Петербурге.
Дочь Наталия, физик-теоретик. Доцент, кандидат физико-математических наук, доцент кафедры квантовой механики физического факультета СПбГУ.

### Научная деятельность
Создатель комбинированного метода, основанного на одновременном измерении величин полного поглощения и дисперсии. Это дало возможность надежно определять абсолютные значения сил осцилляторов. Им много сделано в лаборатории по изучению формы контуров спектральных линий, уширенных столкновениями. На установке с источником электронного пучка проводились измерения эффективных сечений возбуждения атомов электронами. Исследовалась стационарная и распадающаяся плазма газового разряда в парах металлов. В его лаборатории впервые получены данные относительно коэффициентов диффузии возбужденных атомов в собственном и примесном газах. Эти данные позволили облегчить понимание некоторых важных деталей в процессах взаимодействия лазерного излучения с веществом, в частности, в явлении светоиндуцированного дрейфа. Важным направлением являлось изучение низкотемпературной плазмы.
Выступал на различных конференциях, читал лекции, как в СССР, так и за рубежом (в странах соц.лагеря, а также в Англии, Швеции, Австрии, Финляндии, Нидерландах, США, Китае).
Автор более 200 статей, соавтор монографии «Спектроскопия газоразрядной плазмы», под его руководством более 30 сотрудников защитили кандидатские диссертации.

## Награды
- Орден Трудового Красного Знамени
- Орден «Знак Почёта»
- Звание «Заслуженный деятель науки РСФСР»
- Премия имени Д. С. Рождественского (совместно с А. М. Шухтиным, за 1971 год) — за цикл работ по развитию и применению интерференционного метода Д. С. Рождественского
- юбилейные медали